# Franz Zorn
Franz Zorn (ur. 30 sierpnia 1970 w Saalfelden am Steinernen Meer) – austriacki żużlowiec, występujący na lodzie.

## Sukcesy
Indywidualne mistrzostwa świata
- 2000 –  srebrny medal
- 2008 –  brązowy medal
- 2009 –  brązowy medal

Drużynowe mistrzostwa świata
- 1999 –  brązowy medal
- 2001 –  srebrny medal
- 2004 –  brązowy medal
- 2008 –  srebrny medal
- 2009 –  srebrny medal
- 2010 –  brązowy medal

Indywidualne mistrzostwa Europy
- 2005 –  brązowy medal
- 2008 –  złoty medal
- 2023 –  złoty medal
- 2024 –  złoty medal

Inne turnieje
- Dwukrotny triumfator Ice Racing Sanok Cup (2007, 2008)
- Zwycięzca wszystkich trzech rund turnieju Santa Cup (2009)